# Gran Trak 10
Gran Trak 10 ist ein Arcade-Spiel, das 1974 von Atari produziert wurde. Es war das erste Rennspiel, das erste Spiel mit einem Lenkrad, und das erste, das ROMs benutzte.

## Beschreibung
Gran Trak 10 ist ein Rennspiel für einen Spieler. Es findet in der Draufsicht statt. Die Streckenbegrenzungen bestehen aus Punkten. Der Spieler hat neben dem Lenkrad auch ein Gaspedal, eine Bremse und eine Viergang-Schaltung (drei Vorwärtsgänge und Rückwärtsgang). Es müssen möglichst viele Runden in begrenzter Zeit gefahren werden.
Später gab es auch ein Modell, bei dem zwei Spieler gleichzeitig spielen konnten.

## Nachfolger
- Gran Trak 20 (für 2 Spieler)
- LeMans (4 Gänge)
- Formula K (mit LED-Zähler)
- Sprint 2 (mit Mikroprozessor)
- Speed Race (Taito, 1974)

## Technik
Das einfache ROM diente zur Speicherung des Autos, der Punkte-Anzeige, der Zeit-Anzeige und der Strecke.
Der Monitor war ein 23-Zoll-Schwarz-Weiß-Fernseher. Ein Mikroprozessor wurde noch nicht verwendet, sondern überwiegend Schaltkreise mit Transistor-Transistor-Logik (TTL) der 74er Serie. Die Crash-Geräusche wurden sogar analog mit einem Transistor als Rauschgenerator und drei Operationsverstärkern erzeugt.